# Галиев, Салимжан Фазылович
Салимжан Фазылович Галиев (9 февраля 1910, а. № 1, Тургайская область, Российская империя — 13 декабря 1954, Кустанай, Казахская ССР, СССР) — советский казахский партийный и государственный деятель. Первый секретарь Гурьевского обкома КП(б) Казахстана (1946—1950).

## Биография
Родился в 1910 году в ауле № 1 Тургайской области Российской империи (ныне - село Караоба Сарыкольского района Костанайской области Казахстана). Происходит из подрода таз рода сарыжетим племени аргын.

### Образование
В 1938 году заочно окончил Свердловский педагогический институт.

### Трудовая деятельность
- 1929 г. — член правления сельскохозяйственного кредитного общества Кустанайского окружного колхозсоюза,
- 1929—1930 гг. — заведующий Убаганским районным статистическим отделом (Казакская АССР),
- 1930—1931 гг. — счетовод Казакского госторга,
- 1931—1934 гг. — преподаватель учебного комбината Казкрайсоюза,
- 1934—1935 гг. — преподаватель Боровского лесного техникума,
- 1936—1938 гг. — преподаватель, директор Петропавловского педагогического техникума,
- 1938—1939 гг. — преподаватель Северо-Казахстанских областных партийных курсов,
- 1939 г. — лектор, заведующий сектором Северо-Казахстанского областного комитета КП(б) Казахстана, второй секретарь Северо-Казахстанского областного комитета КП(б) Казахстана,
- секретарь Северо-Казахстанского областного комитета КП(б) Казахстана по пропаганде и агитации,
- 1944—1945 гг. — секретарь Южно-Казахстанского областного комитета КП(б) Казахстана по пропаганде и агитации,
- 1945—1946 гг. — второй секретарь Южно-Казахстанского комитета КП(б) Казахстана,
- 1946—1950 гг. — первый секретарь Гурьевского областного комитета КП(б) Казахстана,
- 1950—1952 гг. — заведующий отделом пропаганды и агитации Восточно-Казахстанского областного комитета КП(б) Казахстана,

С 1952 г. — заместитель председателя исполнительного комитета Кокчетавского областного Совета.

## Награды и звания
Награждён орденами Отечественной Войны 1-й степени, Трудового Красного Знамени, Знак Почёта.